# Ternera de los Pirineos Catalanes
La Ternera de los Pirineos Catalanes es un producto con Indicación Geográfica Protegida (IGP) que engloba carne de vacuno de las razas rústicas vaca bruna de los Pirineos, aubrac o gasconne, o bien del cruce de madres de estas razas con machos de razas charolaise, limousine o blonde de Aquitania, adaptadas a la zona geográfica de la IGP y cebadas según el método de producción tradicional en la zona.
El Consejo Regulador Ternera de los Pirineos Catalanes se encuentra en la partida de Sant Esteve de la Seo de Urgel, en el Alto Urgel. Los ganaderos, en cambio, por todas las comarcas pirenaicas de Cataluña y la industria se localiza en Seo de Urgel.
La Generalidad de Cataluña inició los trámites correspondientes para que esta IGP sea una indicación transfronteriza que sea extensiva a todos el Pirineo catalán, tanto del sur como del norte. En la Cataluña Norte existe la IGP Rosée des Pyrénées Catalanes y Vedell des Pyrénées Catalanes y en Cataluña Ternera de los Pirineos Catalanes.
El DOUE del 5 de abril de 2016 publicó la inscripción en el Registro de Denominaciones de Origen Protegidas y de Indicaciones Geográficas Protegidas «Ternera de los Pirineos Catalanes» / «Vedella dels Pirineus Catalans» / «Vedell des Pyrénées Catalanes» (IGP).
Esta decisión de la Comisión Europea reconoce la primera IGP transfronteriza y la actual IGP engloba las anteriores cuatro denominaciones. La petición ya se realizó el año 2000, pero el Ministerio Francés la recurrió cuando fue publicada en 2003 en el DOUE. La última petición fue avalada por reuniones entre representantes de los Ministerios de Agricultura español y francés, del DARP (Departamento catalán de Agricultura, Ganadería, Pesca y Alimentación) y de las asociaciones de productores de ternera de los dos lados de la frontera. Se acordó llevar a cabo una solicitud conjunta española y francesa.

## Producción
Quedan amparadas bajo esta indicación geográfica protegida (IGP) los terneros y las terneras de la raza bruna de los Pirineos, así como las de la charolais y la limousine y los cruces entre ellas, nacidos en el ámbito de producción que comprende todas las comarcas pirenaicas y prepirenaicas.
Las vacas y los terneros se crían en régimen extensivo o semiextensivo, donde la alimentación de base son los pastos. Las crías crecen al aire libre y maman de la madre al menos cuatro meses. Esta alimentación se complementa con hierba de pasto. Posteriormente, el engorde se realiza en las mismas explotaciones a base de forrajes y productos nobles como cereales y leguminosas.
Para conseguir una buena transformación del músculo en carne de calidad, el sacrificio y la elaboración se realizan en mataderos autorizados y controlados por el Consejo Regulador, como el situado en la partida de San Esteban de la Seo de Urgel, propiedad de Mafriseu. El transporte es respetuoso con el bienestar animal. El sacrificio y el despiece se realizan de forma tradicional, con el fin de mantener la calidad producida.
El color de la carne va de rosado a rojo brillante y la grasa de blanco a crema. Presenta infiltraciones de grasa intramuscular. La maduración de 7 días, como mínimo, aporta la ternura y las características organolépticas que la diferencian del resto de carnes del mercado.